# SpongeBob: Na suchym lądzie
SpongeBob: Na suchym lądzie (ang. SpongeBob Movie: Sponge Out of Water) – amerykański pełnometrażowy film z 2015 roku wyprodukowany przez Nickelodeon na podstawie serialu SpongeBob Kanciastoporty. Zrealizowany został w formie połączenia tradycyjnej animacji, animacji komputerowej i filmu aktorskiego. Film jest kontynuacją filmu SpongeBob Kanciastoporty z 2004 roku.

## Fabuła
Pirat Burgerobrody poszukuje ostatniej strony magicznej księgi, dzięki której będzie mógł zrealizować swoje złe zamiary. Ostatnią stroną księgi okazuje się być przepis na kraboburgery. Gdy udaje mu się ją zdobyć, całe Bikini Dolne znajduje się w niebezpieczeństwie. SpongeBob, Patryk, Skalmar, Pan Krab, Sandy i Plankton wyruszają na ląd, gdzie – aby pokonać Burgerobrodego – muszą odzyskać księgę i przemienić się w superbohaterów.

## Obsada
| Rola                     | Aktor            | Polski dubbing      |
| ------------------------ | ---------------- | ------------------- |
| SpongeBob Kanciastoporty | Tom Kenny        | Jacek Kopczyński    |
| Patryk Rozgwiazda        | Bill Fagerbakke  | Paweł Szczesny      |
| pan Eugeniusz Krab       | Clancy Brown     | Mirosław Zbrojewicz |
| Skalmar Obłynos          | Rodger Bumpass   | Zbigniew Suszyński  |
| Sandy Pysia              | Carolyn Lawrence | Monika Pikuła       |
| Plankton                 | Mr. Lawrence     | Dariusz Odija       |
| król Burgerobrody        | Antonio Banderas | Jacek Król          |
| Baniuś                   | –                | Waldemar Barwiński  |
| Karen                    | –                | Monika Wierzbicka   |
| narrator                 | –                | Miłogost Reczek     |
| mewa                     | –                | Dawid Kwiatkowski   |